# Список астероїдів (1601—1700)
| Назва                          | Тимчасове позначення | Дата відкриття    | Місце відкриття                            | Відкривач                           |
| ------------------------------ | -------------------- | ----------------- | ------------------------------------------ | ----------------------------------- |
| 1601 Патрі (Patry)             | 1942 KA              | 18 травня 1942    | Алжирська обсерваторія                     | Луї Буаєр                           |
| 1602 Індіана (Indiana)         | 1950 GF              | 14 березня 1950   | Обсерваторія Ґете Лінка                    | Університет Індіани                 |
| 1603 Нева (Neva)               | 1926 VH              | 4 листопада 1926  | Сімеїз                                     | Григорій Неуймін                    |
| 1604 Томбо (Tombaugh)          | 1931 FH              | 24 березня 1931   | Ловеллівська обсерваторія                  | Карл Лампланд                       |
| 1605 Миланкович (Milankovitch) | 1936 GA              | 13 квітня 1936    | Королівська обсерваторія Бельгії           | Петар Дюркович                      |
| 1606 Джеховський (Jekhovsky)   | 1950 RH              | 14 вересня 1950   | Алжирська обсерваторія                     | Луї Буаєр                           |
| 1607 Мейвіс (Mavis)            | 1950 RA              | 3 вересня 1950    | Республіканська обсерваторія Йоганнесбурга | Ернест Джонсон                      |
| 1608 Муньос (Munoz)            | 1951 RZ              | 1 вересня 1951    | Обсерваторія Ла-Плата                      | Міґель Іціґсон                      |
| 1609 Бренда (Brenda)           | 1951 NL              | 10 липня 1951     | Республіканська обсерваторія Йоганнесбурга | Ернест Джонсон                      |
| 1610 Мірная (Mirnaya)          | 1928 RT              | 11 вересня 1928   | Сімеїз                                     | Пелагея Шайн                        |
| 1611 Байєр (Beyer)             | 1950 DJ              | 17 лютого 1950    | Обсерваторія Гейдельберг-Кеніґштуль        | К. В. Райнмут                       |
| 1612 Гіроуз (Hirose)           | 1950 BJ              | 23 січня 1950     | Обсерваторія Гейдельберг-Кеніґштуль        | К. В. Райнмут                       |
| 1613 Смайлі (Smiley)           | 1950 SD              | 16 вересня 1950   | Королівська обсерваторія Бельгії           | Сильвен Арен                        |
| 1614 Ґолдшмідт (Goldschmidt)   | 1952 HA              | 18 квітня 1952    | Королівська обсерваторія Бельгії           | Альфред Шмітт                       |
| 1615 Бордвелл (Bardwell)       | 1950 BW              | 28 січня 1950     | Обсерваторія Ґете Лінка                    | Університет Індіани                 |
| 1616 Філіпофф (Filipoff)       | 1950 EA              | 15 березня 1950   | Алжирська обсерваторія                     | Луї Буаєр                           |
| 1617 Алшмітт (Alschmitt)       | 1952 FB              | 20 березня 1952   | Алжирська обсерваторія                     | Луї Буаєр                           |
| 1618 Довн (Dawn)               | 1948 NF              | 5 липня 1948      | Республіканська обсерваторія Йоганнесбурга | Ернест Джонсон                      |
| 1619 Уета (Ueta)               | 1953 TA              | 11 жовтня 1953    | Обсерваторія Квасан                        | Тецуасу Мітані                      |
| 1620 Географ (Geographos)      | 1951 RA              | 14 вересня 1951   | Паломарська обсерваторія                   | Альберт Вілсон, Рудольф Мінковський |
| 1621 Druzhba                   | 1926 TM              | 1 жовтня 1926     | Сімеїз                                     | Бєлявський Сергій Іванович          |
| 1622 Шакорнак (Chacornac)      | 1952 EA              | 15 березня 1952   | Королівська обсерваторія Бельгії           | Альфред Шмітт                       |
| 1623 Вів'єн (Vivian)           | 1948 PL              | 9 серпня 1948     | Республіканська обсерваторія Йоганнесбурга | Ернест Джонсон                      |
| 1624 Рабе (Rabe)               | 1931 TT1             | 9 жовтня 1931     | Обсерваторія Гейдельберг-Кеніґштуль        | К. В. Райнмут                       |
| 1625 NORC (The NORC)           | 1953 RB              | 1 вересня 1953    | Королівська обсерваторія Бельгії           | Сильвен Арен                        |
| 1626 Садея (Sadeya)            | 1927 AA              | 10 січня 1927     | Барселона                                  | Хосе Комас Сола                     |
| 1627 Ivar                      | 1929 SH              | 25 вересня 1929   | Республіканська обсерваторія Йоганнесбурга | Ейнар Герцшпрунг                    |
| 1628 Штробель (Strobel)        | 1923 OG              | 11 вересня 1923   | Обсерваторія Гейдельберг-Кеніґштуль        | К. В. Райнмут                       |
| 1629 Пекер (Pecker)            | 1952 DB              | 28 лютого 1952    | Алжирська обсерваторія                     | Луї Буаєр                           |
| 1630 Мілет (Milet)             | 1952 DA              | 28 лютого 1952    | Алжирська обсерваторія                     | Луї Буаєр                           |
| 1631 Копф (Kopff)              | 1936 UC              | 11 жовтня 1936    | Турку                                      | Ірйо Вяйсяля                        |
| 1632 Зібеме (Siebohme)         | 1941 DF              | 26 лютого 1941    | Обсерваторія Гейдельберг-Кеніґштуль        | К. В. Райнмут                       |
| 1633 Шиме (Chimay)             | 1929 EC              | 3 березня 1929    | Королівська обсерваторія Бельгії           | Сильвен Арен                        |
| 1634 Ндола (Ndola)             | 1935 QP              | 19 серпня 1935    | Республіканська обсерваторія Йоганнесбурга | Сиріл Джексон                       |
| 1635 Борманн (Bohrmann)        | 1924 QW              | 7 березня 1924    | Обсерваторія Гейдельберг-Кеніґштуль        | К. В. Райнмут                       |
| 1636 Портер (Porter)           | 1950 BH              | 23 січня 1950     | Обсерваторія Гейдельберг-Кеніґштуль        | К. В. Райнмут                       |
| 1637 Свінгс (Swings)           | 1936 QO              | 28 серпня 1936    | Королівська обсерваторія Бельгії           | Жозеф Унаер                         |
| 1638 Руанда (Ruanda)           | 1935 JF              | 3 травня 1935     | Республіканська обсерваторія Йоганнесбурга | Сиріл Джексон                       |
| 1639 Бовер (Bower)             | 1951 RB              | 12 вересня 1951   | Королівська обсерваторія Бельгії           | Сильвен Арен                        |
| 1640 Nemo                      | 1951 QA              | 31 серпня 1951    | Королівська обсерваторія Бельгії           | Сильвен Арен                        |
| 1641 Тана (Tana)               | 1935 OJ              | 25 липня 1935     | Республіканська обсерваторія Йоганнесбурга | Сиріл Джексон                       |
| 1642 Хілл (Hill)               | 1951 RU              | 4 вересня 1951    | Обсерваторія Гейдельберг-Кеніґштуль        | К. В. Райнмут                       |
| 1643 Браун (Brown)             | 1951 RQ              | 4 вересня 1951    | Обсерваторія Гейдельберг-Кеніґштуль        | К. В. Райнмут                       |
| 1644 Рафіта (Rafita)           | 1935 YA              | 16 грудня 1935    | Мадрид                                     | Рафаель Карраско                    |
| 1645 Вотерфілд (Waterfield)    | 1933 OJ              | 24 липня 1933     | Обсерваторія Гейдельберг-Кеніґштуль        | К. В. Райнмут                       |
| 1646 Росселанд (Rosseland)     | 1939 BG              | 19 січня 1939     | Турку                                      | Ірйо Вяйсяля                        |
| 1647 Menelaus                  | 1957 MK              | 23 червня 1957    | Паломарська обсерваторія                   | Сет Ніколсон                        |
| 1648 Шайна (Shajna)            | 1935 RF              | 5 вересня 1935    | Сімеїз                                     | Пелагея Шайн                        |
| 1649 Фабре (Fabre)             | 1951 DE              | 27 лютого 1951    | Алжирська обсерваторія                     | Луї Буаєр                           |
| 1650 Хекман (Heckmann)         | 1937 TG              | 11 жовтня 1937    | Обсерваторія Гейдельберг-Кеніґштуль        | К. В. Райнмут                       |
| 1651 Беренс (Behrens)          | 1936 HD              | 23 квітня 1936    | Обсерваторія Ніцци                         | Марґеріт Ложьє                      |
| 1652 Ерже (Herge)              | 1953 PA              | 9 серпня 1953     | Королівська обсерваторія Бельгії           | Сильвен Арен                        |
| 1653 Яхонтовія (Yakhontovia)   | 1937 RA              | 30 серпня 1937    | Сімеїз                                     | Григорій Неуймін                    |
| 1654 Боєва (Bojeva)            | 1931 TL              | 8 жовтня 1931     | Сімеїз                                     | Пелагея Шайн                        |
| 1655 Комас Сола (Comas Sola)   | 1929 WG              | 28 листопада 1929 | Барселона                                  | Хосе Комас Сола                     |
| 1656 Suomi                     | 1942 EC              | 11 березня 1942   | Турку                                      | Ірйо Вяйсяля                        |
| 1657 Ремера (Roemera)          | 1961 EA              | 6 березня 1961    | Ціммервальдська обсерваторія               | Пауль Вільд                         |
| 1658 Іннес (Innes)             | 1953 NA              | 13 липня 1953     | Республіканська обсерваторія Йоганнесбурга | Дж. Брюер                           |
| 1659 Пункагар'ю (Punkaharju)   | 1940 YL              | 28 грудня 1940    | Турку                                      | Ірйо Вяйсяля                        |
| 1660 Вуд (Wood)                | 1953 GA              | 7 квітня 1953     | Республіканська обсерваторія Йоганнесбурга | Дж. Брюер                           |
| 1661 Ґрануле (Granule)         | A916 FA              | 31 березня 1916   | Обсерваторія Гейдельберг-Кеніґштуль        | Макс Вольф                          |
| 1662 Гоффманн (Hoffmann)       | A923 RB              | 11 вересня 1923   | Обсерваторія Гейдельберг-Кеніґштуль        | К. В. Райнмут                       |
| 1663 ван ден Бос (van den Bos) | 1926 PE              | 4 серпня 1926     | Республіканська обсерваторія Йоганнесбурга | Гарі Едвін Вуд                      |
| 1664 Фелікс (Felix)            | 1929 CD              | 4 лютого 1929     | Королівська обсерваторія Бельгії           | Ежен Жозеф Дельпорт                 |
| 1665 Ґабі (Gaby)               | 1930 DQ              | 27 лютого 1930    | Обсерваторія Гейдельберг-Кеніґштуль        | К. В. Райнмут                       |
| 1666 ван Гент (van Gent)       | 1930 OG              | 22 липня 1930     | Республіканська обсерваторія Йоганнесбурга | Гендрік ван Ґент                    |
| 1667 Пельс (Pels)              | 1930 SY              | 16 вересня 1930   | Республіканська обсерваторія Йоганнесбурга | Гендрік ван Ґент                    |
| 1668 Ганна (Hanna)             | 1933 OK              | 24 липня 1933     | Обсерваторія Гейдельберг-Кеніґштуль        | К. В. Райнмут                       |
| 1669 Даґмар (Dagmar)           | 1934 RS              | 7 вересня 1934    | Обсерваторія Гейдельберг-Кеніґштуль        | К. В. Райнмут                       |
| 1670 Міннарт (Minnaert)        | 1934 RZ              | 9 вересня 1934    | Республіканська обсерваторія Йоганнесбурга | Гендрік ван Ґент                    |
| 1671 Чайка (Chaika)            | 1934 TD              | 3 жовтня 1934     | Сімеїз                                     | Григорій Неуймін                    |
| 1672 Ґезелле (Gezelle)         | 1935 BD              | 29 січня 1935     | Королівська обсерваторія Бельгії           | Ежен Жозеф Дельпорт                 |
| 1673 ван Хаутен (van Houten)   | 1937 TH              | 11 жовтня 1937    | Обсерваторія Гейдельберг-Кеніґштуль        | К. В. Райнмут                       |
| 1674 Ґруневельд (Groeneveld)   | 1938 DS              | 7 лютого 1938     | Обсерваторія Гейдельберг-Кеніґштуль        | К. В. Райнмут                       |
| 1675 Сімоніда (Simonida)       | 1938 FB              | 20 березня 1938   | Белград                                    | Мілорад Протіч                      |
| 1676 Кариба (Kariba)           | 1939 LC              | 15 червня 1939    | Республіканська обсерваторія Йоганнесбурга | Сиріл Джексон                       |
| 1677 Тихо Браге (Tycho Brahe)  | 1940 RO              | 6 вересня 1940    | Турку                                      | Ірйо Вяйсяля                        |
| 1678 Хвеен (Hveen)             | 1940 YH              | 28 грудня 1940    | Турку                                      | Ірйо Вяйсяля                        |
| 1679 Неванлінна (Nevanlinna)   | 1941 FR              | 18 березня 1941   | Турку                                      | Отерма Люсі                         |
| 1680 Пер Браге (Per Brahe)     | 1942 CH              | 12 лютого 1942    | Турку                                      | Отерма Люсі                         |
| 1681 Штайнметц (Steinmetz)     | 1948 WE              | 23 листопада 1948 | Обсерваторія Ніцци                         | Марґеріт Ложьє                      |
| 1682 Карел (Karel)             | 1949 PH              | 2 серпня 1949     | Обсерваторія Гейдельберг-Кеніґштуль        | К. В. Райнмут                       |
| 1683 Кастафіоре (Castafiore)   | 1950 SL              | 19 вересня 1950   | Королівська обсерваторія Бельгії           | Сильвен Арен                        |
| 1684 Ігуасу (Iguassu)          | 1951 QE              | 23 серпня 1951    | Обсерваторія Ла-Плата                      | Міґель Іціґсон                      |
| 1685 Торо (Toro)               | 1948 OA              | 17 липня 1948     | Обсерваторія Лік                           | Карл Альвар Віртанен                |
| 1686 Де Сіттер (De Sitter)     | 1935 SR1             | 28 вересня 1935   | Республіканська обсерваторія Йоганнесбурга | Гендрік ван Ґент                    |
| 1687 Ґларона (Glarona)         | 1965 SC              | 19 вересня 1965   | Ціммервальдська обсерваторія               | Пауль Вільд                         |
| 1688 Уілкенз (Wilkens)         | 1951 EQ1             | 3 березня 1951    | Обсерваторія Ла-Плата                      | Міґель Іціґсон                      |
| 1689 Флоріс-Ян (Floris-Jan)    | 1930 SO              | 16 вересня 1930   | Республіканська обсерваторія Йоганнесбурга | Гендрік ван Ґент                    |
| 1690 Майрхофер (Mayrhofer)     | 1948 VB              | 8 листопада 1948  | Обсерваторія Ніцци                         | Марґеріт Ложьє                      |
| 1691 Оорт (Oort)               | 1956 RB              | 9 вересня 1956    | Обсерваторія Гейдельберг-Кеніґштуль        | К. В. Райнмут                       |
| 1692 Субботіна (Subbotina)     | 1936 QD              | 16 серпня 1936    | Сімеїз                                     | Григорій Неуймін                    |
| 1693 Герцшпрунг (Hertzsprung)  | 1935 LA              | 5 травня 1935     | Республіканська обсерваторія Йоганнесбурга | Гендрік ван Ґент                    |
| 1694 Кайзер (Kaiser)           | 1934 SB              | 29 вересня 1934   | Республіканська обсерваторія Йоганнесбурга | Гендрік ван Ґент                    |
| 1695 Вальбек (Walbeck)         | 1941 UO              | 15 жовтня 1941    | Турку                                      | Отерма Люсі                         |
| 1696 Нурмела (Nurmela)         | 1939 FF              | 18 березня 1939   | Турку                                      | Ірйо Вяйсяля                        |
| 1697 Коскенніемі (Koskenniemi) | 1940 RM              | 8 вересня 1940    | Турку                                      | Гейккі Алікоскі                     |
| 1698 Крістоф (Christophe)      | 1934 CS              | 10 лютого 1934    | Королівська обсерваторія Бельгії           | Ежен Жозеф Дельпорт                 |
| 1699 Гонкасало (Honkasalo)     | 1941 QD              | 26 серпня 1941    | Турку                                      | Ірйо Вяйсяля                        |
| 1700 Звездара (Zvezdara)       | 1940 QC              | 26 серпня 1940    | Белград                                    | Петар Дюркович                      |